# Cantone di Saint-Avold
Il Cantone di Saint-Avold è una divisione amministrativa dell'Arrondissement di Boulay-Moselle.
È stato costituito a seguito della riforma approvata con decreto del 18 febbraio 2014, che ha avuto attuazione dopo le elezioni dipartimentali del 2015.

## Composizione
Comprende i seguenti 10 comuni:
- Altviller
- Carling
- Diesen
- Folschviller
- L'Hôpital
- Lachambre
- Macheren
- Porcelette
- Saint-Avold
- Valmont